# Quảng Tân, Lâm Đồng
Quảng Tân là một xã thuộc huyện Tuy Đức, tỉnh Đắk Nông, Việt Nam.

## Địa lý
Xã Quảng Tân nằm ở phía Nam huyện Tuy Đức, có vị trí địa lý:
- Phía đông giáp xã Trường Xuân, huyện Đắk Song
- Phía tây giáp xã Đắk Ngo, huyện Tuy Đức
- Phía nam giáp thị trấn Kiến Đức, xã Đắk Wer, Kiến Thành, Quảng Tín, huyện Đắk R'lấp
- Phía bắc giáp xã Đắk R'Tíh, huyện Tuy Đức

Xã có diện tích 128,23 km², dân số năm 2025 là 15.313 người với 4048 hộ.
Toàn xã có 18 dân tộc anh, em sinh sống, chủ yếu là dân tộc: Kinh, M'Nông, Tày, Hoa, Nùng...
Lãnh đạo Đảng ủy, chính quyền địa phương
1. Thường trực Đảng ủy xã
- Ông Kiều Quí Diện, HUV, Bí thư Đảng ủy xã
- Ông Nguyễn Thị Thanh Lan, Phó Bí thư Đảng ủy xã, Chủ tịch HĐND xã
- Ông Nguyễn Công Hoan, Phó Bí thư Đảng ủy, Chủ tịch Ủy ban nhân dân xã

2. Thường trực Hội đồng nhân dân xã
- Bà Nguyễn Thị Thanh Lan, Phó Bí thư Đảng ủy, Chủ tịch Hội đồng nhân dân xã
- Ông Phạm Đắc Trình: Phó Chủ tịch Hội đồng nhân dân xã

3. Lãnh đạo Ủy ban nhân dân xã
- Ông Nguyễn Công Hoan, Phó Bí thư Đảng ủy, Chủ tịch Ủy ban nhân dân xã
- Ông Nguyễn Hải Lý, Phó Chủ tịch Ủy ban nhân dân xã
- Ông Châu Phúc Phương, Phó Chủ tịch Ủy ban nhân dân xã

4. Lãnh đạo Ủy ban Mặt trận Tổ quốc xã
- Bà Lê Thị Hồng Thúy, Chủ tịch Ủy ban Mặt trận Tổ quốc xã
- Ông Điểu Lúc, Phó Chủ tịch Ủy ban Mặt trận Tổ quốc xã
- Bà Nguyễn Thị Mỹ Tiên, Phó Chủ tịch Ủy ban Mặt trận Tổ quốc xã

## Hành chính
Xã Quảng Tân được chia thành 7 bon: Bu N'Drong A, Bu N'Drong B, Đắk N'Jút, Ja Lú A, Ja Lú B, Jâng Kriêng, Mê Ra và 14 thôn: 1, 3, 4, 7, 8, 9, 10, 11, Đắk K'Rung, Đắk M'Rang, Đắk M'Rê, Đắk Quoeng, Đắk R'Tăng, Đắk Suon.

## Lịch sử
Sau năm 1975, Quảng Tân là một xã thuộc huyện Đắk Nông, tỉnh Đắk Lắk.
Ngày 22 tháng 2 năm 1986, Hội đồng Bộ trưởng ban hành Quyết định 19-HĐBT. Theo đó, chuyển xã Quảng Tân về huyện Đắk R'lấp mới thành lập.
Ngày 22 tháng 11 năm 2006, Chính phủ ban hành Nghị định 142/2006/NĐ-CP. Theo đó, chuyển xã Quảng Tân về huyện Tuy Đức mới thành lập.